# Немушти језик
Немушти језик је у народним приповеткама језик са којим се људи могу споразумевати са свим живим бићима.
Причу под именом Немушти језик Вук Стефановић Караџић је објавио у збирци Српске народне приповетке 1853. године. Како пише у предговору књиге, ову причу приповиједао му је и писао 1829. године у Земунскоме лазарету Грујо Механџић из Сентомаша (Србобрана), који није аутор приповетке, већ му је само препричао.

## Радња
Једног дана док је чобанин чувао овце у шуми избио је шумски пожар у коме је он видео змију коју је окружила ватра и пружио јој штап како би је спасио. Тад му змија каже да је однесе код њеног оца који је Змијски цар и да ће му он дати шта год он пожели. Тада му она каже да треба да тражи њеном оцу знање немуштог језика као награду и да не пристаје ни на шта друго пошто то њен отац неће тек тако да му да. На крају се упорност чобанина исплатила и Змијски цар пристаје да му пренесе знање немуштог језика, али га упозорава да ће умрети ако икоме открије ту тајну.
Након повратка свом стаду легао је испод дрвета и слушао језик природе и шта говоре животиње, дрвеће, трава... Тад је чуо и два гаврана који су стали на дрво испод кога је он легао како причају о чобанину и како би се он обогатио кад би знао да на месту где лежи има закопано много злата. Чобан онда одлази код свог господара и преноси му то они одлазе и ископавају доста злата које му господар поклања јер је био поштен и говори чобанину да сагради себи кућу и скући се што чобанин и уради. Тако чобанин постаје велики газда и ствара породицу. И поред изазова да жени открије своју тајну ипак се уздржао од тога.